# Yoshio Furukawa
Yoshio Furukawa (古川 好男 Furukawa Yoshio?,  nacido el 5 de julio de 1934 en Osaka, Imperio del Japón) es un exfutbolista japonés que se desempeñaba como guardameta.
Furukawa jugó 19 veces para la selección de fútbol de Japón entre 1956 y 1962. También fue elegido para integrar la selección nacional de Japón para los Juegos Olímpicos de Verano de 1956.

## Trayectoria

### Clubes
| Club         | País  | Año         |
| ------------ | ----- | ----------- |
| Dunlop Japan | Japón | 1957 - ???? |

### Selección nacional
| Selección | País  | Año         |
| --------- | ----- | ----------- |
| Absoluta  | Japón | 1956 - 1962 |

## Estadística de equipo nacional
| Selección de Japón | Selección de Japón | Selección de Japón |
| Año                | Part.              | Goles              |
| ------------------ | ------------------ | ------------------ |
| 1956               | 3                  | 0                  |
| 1957               | 0                  | 0                  |
| 1958               | 3                  | 0                  |
| 1959               | 10                 | 0                  |
| 1960               | 0                  | 0                  |
| 1961               | 1                  | 0                  |
| 1962               | 2                  | 0                  |
| Total              | 19                 | 0                  |